# Список национальных парков Филиппин
По состоянию на 2012 год на Филиппинах насчитывается 240 природоохранных территорий, 35 из которых имеют статус «национальный парк». Все они находятся под юрисдикцией Департамента окружающей среды и природных ресурсов Филиппин. Лишь один парк из нижеследующего списка включён во Всемирное наследие — Пуэрто-Принсеса.

## Список
Сортировка по умолчанию — по алфавиту, по названию парка. Для сортировки по алфавиту или по возрастанию/убыванию в другом столбце, нажмите на чёрные треугольники справа от названия столбца.
По названию парка в отдельных случаях можно узнать его тип:
- Мемориал — Мемориальный
- Хилл — Холм
- Хот-Спринг — Горячий источник
- Лейк — Озеро
- Кейвс — Пещеры
- Маунт — Гора
- Гордж — Горный хребет
- Спрингс — Родники

| Название                             | Площадь, км² | Год основания | Провинция                           | Фото | Примечания, ссылки |
| ------------------------------------ | ------------ | ------------- | ----------------------------------- | ---- | --- |
| Аурора-Мемориал                      | 56,76        | 1937          | Аурора, Нуэва-Эсиха                 |      | |
| Балбаласанг-Балбалан                 | 13,38        | 1972          | Калинга                             |      | |
| Банган-Хилл                          | 1,39         | 1995          | Нуэва-Виская                        |      | |
| Батаан                               | 236,88       | 1945          | Батаан                              |      | Второй по площади национальный парк страны |
| Биак-на-Бато                         | 21,17        | 1937          | Булакан                             |      | Более сотни пещер разных типов и размеров |
| Булабог-Путиан                       | 8,5433       | 1961          | Илоило                              |      | Уникальные геологические формации, в том числе единственная известняковая гора в провинции; несколько десятков пещер. |
| Гуадалупе-Мабугнао-Маинит-Хот-Спринг | 0,575        | 1972          | Себу                                |      | Несколько пещер. Статуи Святых в натуральную величину, в том числе копия Младенца Иисуса из Себу. |
| Карамоан                             | 3,47         | 1938          | Южный Камаринес                     |      | |
| Кассамата-Хилл                       | 0,57         | 1974          | Абра                                |      | |
| Куапнит-Балинсасайао                 | 3,64         | 1937          | Лейте                               |      | |
| Лейк-Бутиг                           | 0,68         | 1965          | Южный Ланао                         |      | |
| Лейк-Дапао                           | 15           | 1965          | Южный Ланао                         |      | |
| Либманан-Кейвс                       | 0,194        | 1934          | Южный Камаринес                     |      | «Сердце» парка — пещера Колапнитан длиной 2856 метров, десятая по длине в стране. |
| Мадо-Хот-Спринг                      | 0,48         | 1939          | Котабато                            |      | Лечебный горячий источник, естественный бассейн, оздоровительный курорт. |
| Макартур-Лендинг-Мемориал            | 0,0678       | 1977          | Лейте                               |      | Самый маленький национальный парк страны. Посвящён высадке генерала Дугласа Макартура в заливе Лейте 20 октября 1944 года с целью начать освобождение Филиппин от японцев, что привело к самому масштабному морскому сражению в истории.            |
| Маунт-Араят                          | 37,1523      | 1933          | Пампанга                            |      | Старейший национальный парк страны |
| Маунт-Дата                           | 55,12        | 1936          | Бенгет, Горная провинция            |      | |
| Маунт-Дахо                           | 2,1335       | 1938          | Сулу                                |      | «Сердце» парка — гора Буд-Дахо (620 м) — высшая точка провинции. |
| Маунт-Пулаг                          | 115,5        | 1987          | Бенгет, Ифугао, Нуэва-Виская        |      | «Сердце» парка — гора Маунт-Пулаг (2926 м) — высшая точка острова Лусон, третья по высоте гора страны. Часто наблюдается явление «море облаков». |
| Маунтс-Иглит — Бако                  | 754,55       | 1970          | Западный Миндоро, Восточный Миндоро |      | Крупнейший национальный парк страны. Внесён в список наследия АСЕАН. Номинант на включение во Всемирное наследие. |
| Мемориальный круг Кесона             | 0,27         | 1978          | Столичный регион                    |      | Парк расположен внутри крупного автомобильного круга — Эллиптической дороги. Мавзолей высотой 66 метров, в котором покоятся останки президента Мануэля Кесона и его жены; несколько музеев.                                                         |
| Миналунгао                           | 20,18        | 1967          | Нуэва-Эсиха                         |      | «Сердце» парка — река Пеньяранда, оба берега которой огорожены известняковыми скалами высотой до 16 м. |
| Наухан-Лейк                          | 216,55       | 1956          | Восточный Миндоро                   |      | «Сердце» парка — озеро Наухан (81,25 км²), пятое в стране по площади. |
| Нортерн-Лусон-Хироус-Хилл            | 13,16        | 1963          | Южный Илокос                        |      | «Холм героев Северного Лусона» |
| Олонгапо-Навал-Бейс-Периметер        | 0,0904       | 1968          | Самбалес                            |      | «Периметр военно-морской базы в Олонгапо» |
| Пагсанхан-Гордж                      | 1,5264       | 1939          | Лагуна                              |      | Река Бумбунган, водопады Пагсанхан |
| Пантуварайя-Лейк                     | 0,2          | 1965          | Южный Ланао                         |      | Озеро Ланао (второе по величине в стране), река Агус |
| Паоай-Лейк                           | 3,4          | 1969          | Северный Илокос                     |      | Озеро Паоай |
| Пуэрто-Принсеса                      | 222,02       | 1999          | Палаван                             |      | «Сердце» парка — двухуровневая подземная река длиной около 24 км, имеющая водопады. В 2011 году она была включена в список «Семь новых чудес природы». Самый молодой парк страны.                                                                   |
| Рунгкунан                            |              | 1965          | Южный Ланао                         |      | |
| Саликата                             |              | 1965          | Южный Ланао                         |      | «Сердце» парка — гора Раганг высотой 2815 м, высшая точка провинции и седьмая по высоте гора страны. |
| Священная Гора                       | 0,94         | 1965          | Южный Ланао                         |      | «Сердце» парка — гора Мупо высотой 270 м. Архивная копия от 6 августа 2017 на Wayback Machine |
| Сто Островов                         | 18,44        | 1940          | Пангасинан                          |      | Несмотря на название, парк состоит из 124 островов. Архивная копия от 13 января 2014 на Wayback Machine |
| Фуйот-Спрингс                        | 8,19         | 1938          | Исабела                             |      | |
| Хосе Рисаля                          | 0,1624       | 1955          | Столичный регион                    |      | Старейший городской парк в Азии. Именно на территории будущего парка 4 июля 1946 года была провозглашена независимость Филиппин. В парке постоянно проводятся многомиллионные собрания: мессы, парады, празднования Нового года, демонстрации и пр. |